# Selvstændighedssenatet
Selvstændightssenatet (svensk: självständightssenaten, finsk: itsenäisyyssenaatti) eller Pehr Evind Svinhufvuds første senat var den borgerlige regering i Finland, som sad mellem den 27. november 1917 og den 18. maj 1918, og som proklamerede Finlands selvstændighed.
Efter, at Kerenskij havde opløst den finske lantdag og udlyst nyvalg i efteråret 1917, vandt de borgerlige en sejr. Socialdemokraternes holdning forud for valget var uklar: på den ene side erklærede man valget ulovligt og man holdt fast ved den gamle lantdag, på den andra side deltog man i valget. Valgkampagnen og valgpropagandaens overdrivelser satte sindene i kog. Valget opfattedes som betydningsfuldt, og valgdeltagelsen voksede fra 55,5 % i 1916 til 69,2 %.
Valgresultatet blev en skuffelse for socialdemokraterne. Deres mandatantal var vokset støt siden valget 1907. Ved valget 1916 havde de opnået absolut majoritet. Nu blev Agrarförbundet sejrherrer. Socialdemokraterne mistede sin absolutte majoritet og mindskede fra 103 mandater til 92.
I november 1917 dannede Pehr Evind Svinhufvud en borgerlig regering. Den 4. december fremkom et forslag om at gøre Finland til en selvstændig republik. Forslaget godkendtes den 6. december af lantdagen. Der efter søgte man at få udlandets anerkendelse. Efter Sveriges anerkendelse skrev Stockholms-Tidningen: ”Med glæde hilser vi, svenskere og finner i forening, hvad nu er sket som indledningen til en ny epoke i Nordens fremtid.” Den 6. januar 1918 sendte Walter Ahlström til Finlands senat beskeden, at Sverige anerkendte Finlands selvstændighed, samt at han var blevet udnævnt til Sveriges generalkonsul i Finland. da den Alrussiske centrala exekutivkommité havde bekræftet selvstændigheden fulgte Sveriges anerkendelse umiddelbart efter.
Selvstændighedssenatet spredtes efter, at de røde i begyndelsen af den finske borgerkrig havde taget magten i Helsingfors den 29. januar 1918. De røde blev ledet af Finlands folkekommissariat og kontrollerede det sydlige Finland, mens det borgerliga såkaldt "hvide" Finland blev ledet af Vasasenatet. Efter tyskernes landstigning i det sydlige Finland oprettedes Helsingforssenatet af andre medlemmer fra selvstændighedssenatet.

## Medlemmer
Selvstændighedssenatet bestod af
- Pehr Evind Svinhufvud,
- Onni Talas,
- Jalmar Castrén,
- Arthur Castrén,
- Eero Yrjö Pehkonen,
- Juhani Arajärvi,
- Alexander Frey,
- Heikki Renvall,
- E.N. Setälä,
- O.W. Louhivuori,
- Kyösti Kallio.